# 卓炯
卓炯（1908年—1987年），别名孟晋，笔名孟光，男，湖南石门人，生于慈利，中国经济学家。